# Tichonino (rejon charowski)
Tichonino (ros. Тихонино) – wieś w Rosji, w rejonie charowskim obwodu wołogodzkiego. W 2010 r. liczyła 5 mieszkańców.